# Pontós
Pontós település Spanyolországban, Girona tartományban. Pontós Ordis, Borrassà, Garrigàs, Bàscara, Vilademuls és Navata községekkel határos. Lakosainak száma 290 fő (2024).

## Népesség
A település népessége az elmúlt években az alábbi módon változott:
| Lakosok száma | 226  | 550  | 480  | 386  | 203  | 212  | 238  | 223  | 266  | 290  |
|               | 1717 | 1887 | 1936 | 1960 | 1986 | 2004 | 2009 | 2014 | 2019 | 2024 |